# Dactylorhiza salictina
Dactylorhiza salictina là một loài thực vật có hoa trong họ Lan. Loài này được B.Willing & E.Willing mô tả khoa học đầu tiên năm 1989.